# Bogdan Radivojević
Bogdan Radivojević, né le 2 mars 1993 à Belgrade, est un handballeur international serbe. Il évolue au poste d'ailier droit au SC Pick Szeged depuis 2019.

## Palmarès
Compétitions internationales
- Vainqueur de la Ligue des champions (1) : 2014
- Demi-finaliste de la Coupe Challenge en 2011

Compétitions nationales
- Vainqueur du Championnat de Serbie (2) : 2011, 2012
- Vainqueur de la Coupe de Serbie (2) : 2012, 2013
- Vainqueur de la Supercoupe d'Allemagne (3) : 2013, 2017, 2018
- Deuxième du Championnat d'Allemagne (3) : 2016, 2017, 2018
- Coupe d'Allemagne (2) : 2015, 2018

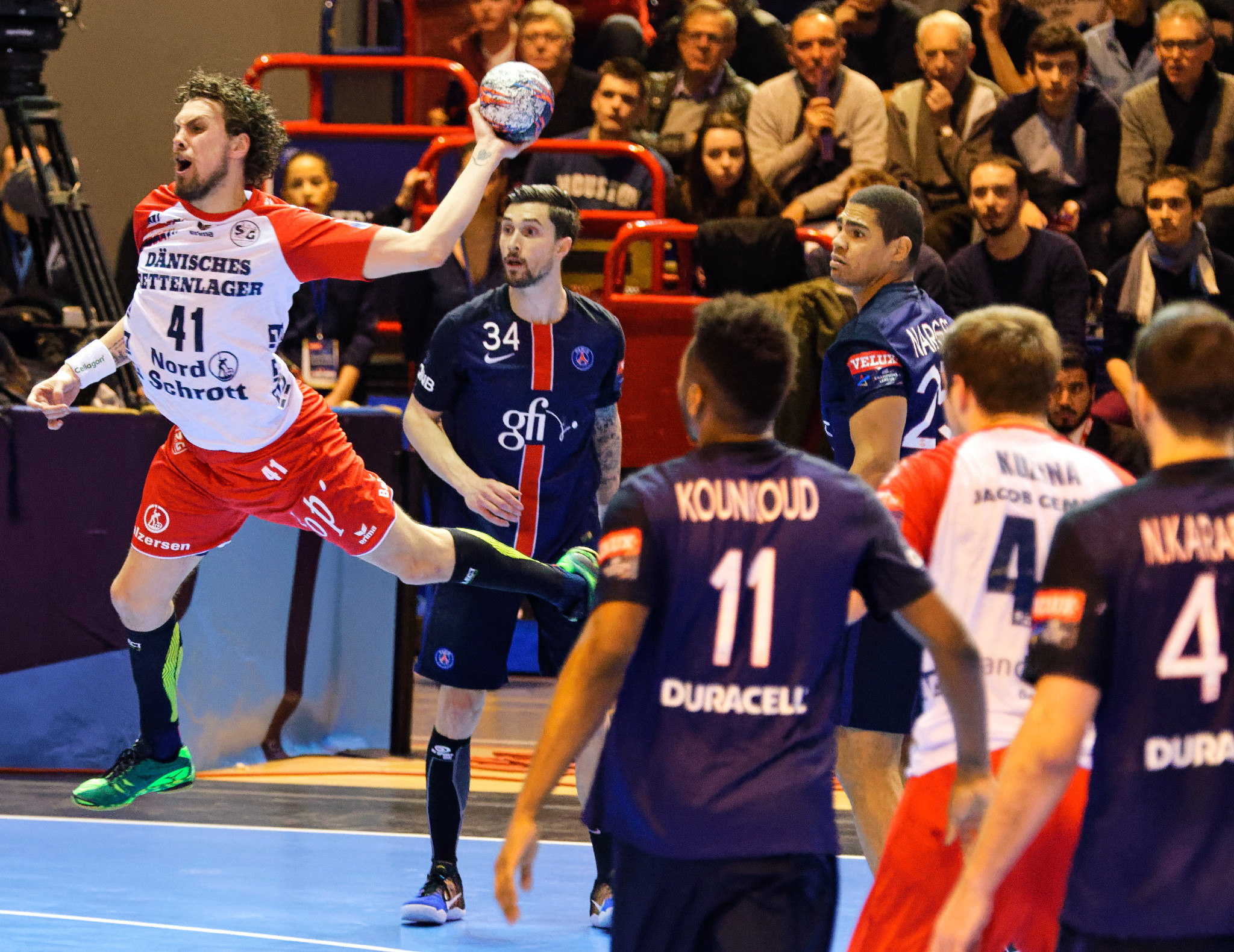
Bogdan Radivojević au tir sous le maillot de Flensburg face au PSG, le 7 mars 2016.